# Autobahnkreuz Leverkusen-West
Autobahnkreuz Leverkusen-West (AK Leverkusen-West, Kreuz Leverkusen-West) – węzeł drogowy na skrzyżowaniu autostrad A1 i A59 w kraju związkowym Nadrenia Północna-Westfalia w Niemczech. Znajduje się na zachód od węzła Leverkusen.
| Z                             | Do                       | Średnie dzienne natężenie ruchu |
| ----------------------------- | ------------------------ | ------------------------------- |
| AK Leverkusen (A1)            | AK Leverkusen-West       | 101 600                         |
| AK Leverkusen-West            | AS Köln-Niehl (A1)       | 119 900                         |
| AS Leverkusen-Rheindorf (A59) | AK Leverkusen-West       | 46 400                          |
| AK Leverkusen-West            | Koniec autostrady (L293) | 22 700                          |